# Medaglione (architettura)

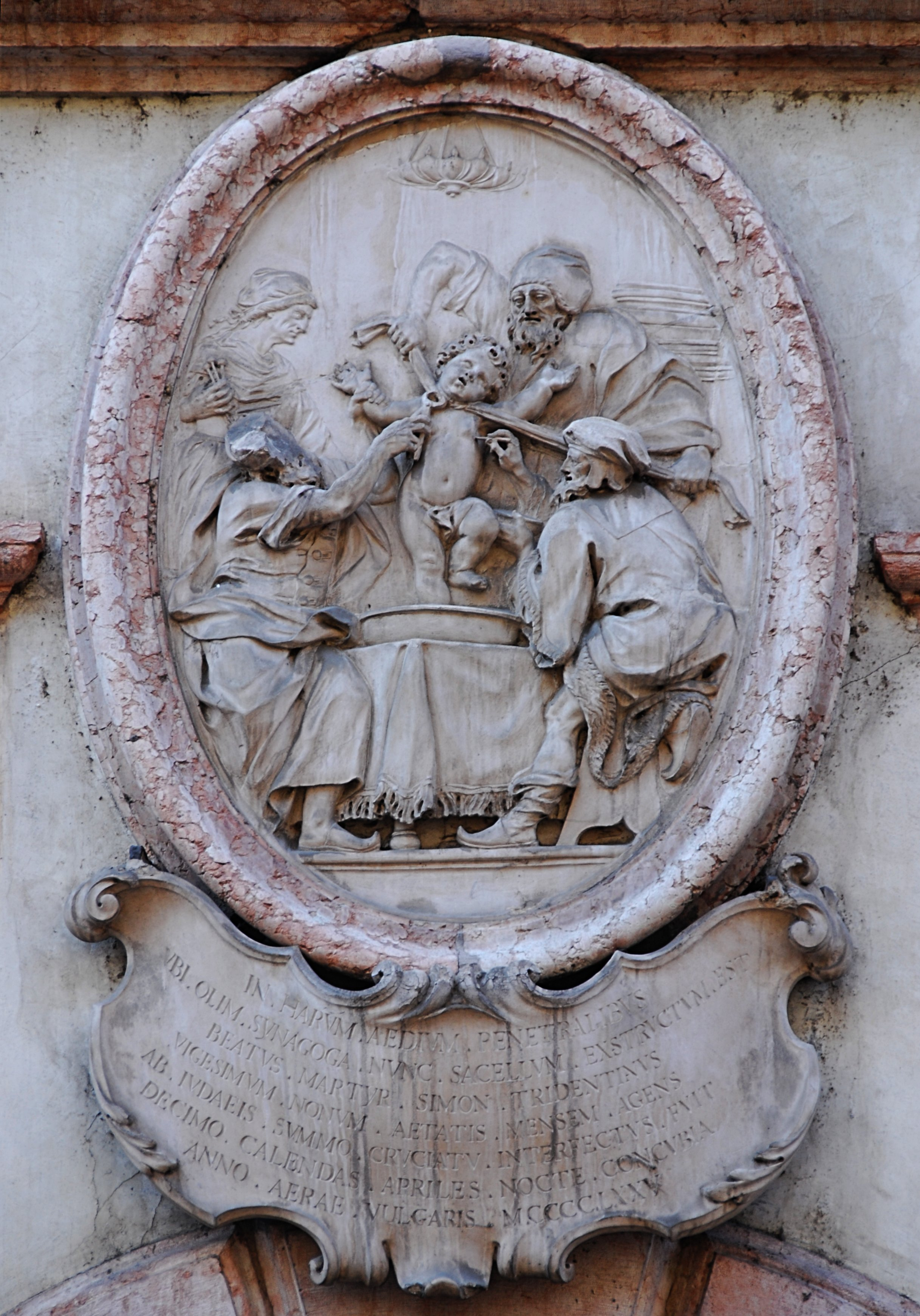
Medaglione sulla facciata di palazzo Salvadori a Trento, rappresentante l'infanticidio rituale (mai avvenuto) di Simonino di Trento, opera di Francesco Oradini (XVIII secolo).

Il medaglione è un ornamento scultoreo o architetturale di una facciata o di un soffitto, dipinto o realizzato in bassorilievo e inscritto in una cornice circolare od ovoidale.
Vi si rappresenta di solito un ritratto, una figura allegorica o degli attributi di un mestiere e, talvolta, una scena commemorativa.
Per estensione si chiamano medaglioni tutte le rappresentazioni decorative, inscritte in una cornice di qualsiasi forma geometrica: si parla così anche di medaglioni triangolari, quadrangolari, ecc.

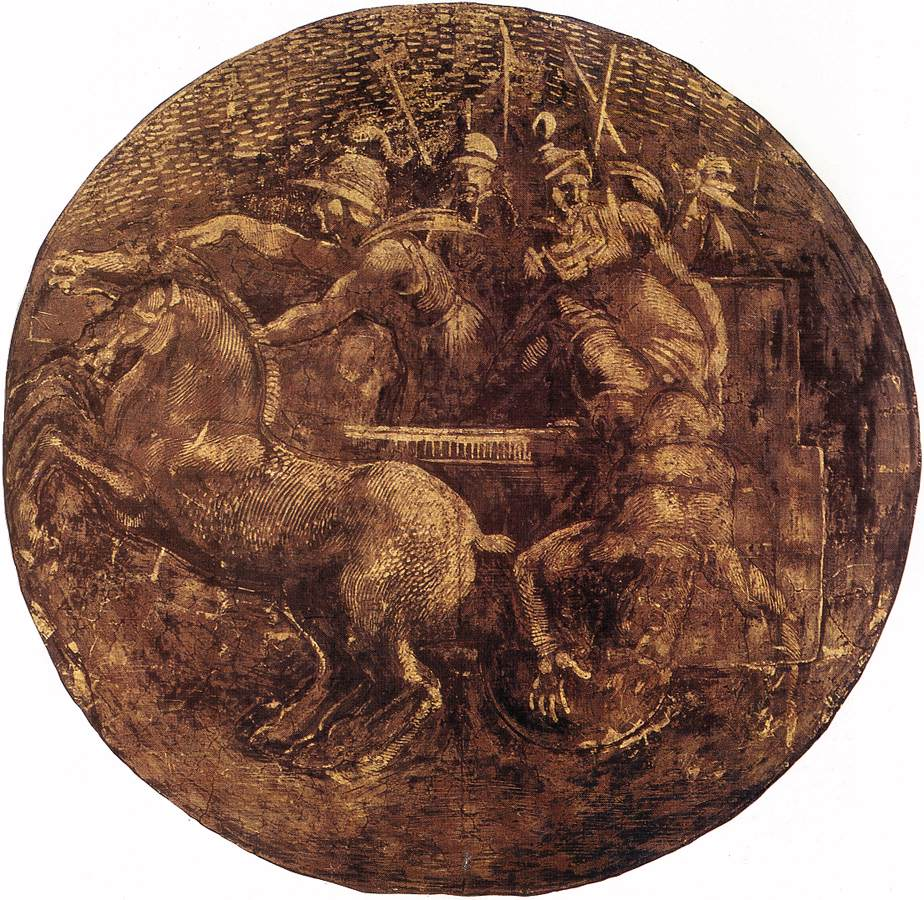
Michelangelo Buonarroti:Bidgar che getta il corpo del deposto re Ioram nella vigna di Nabat, medaglione della Cappella Sistina
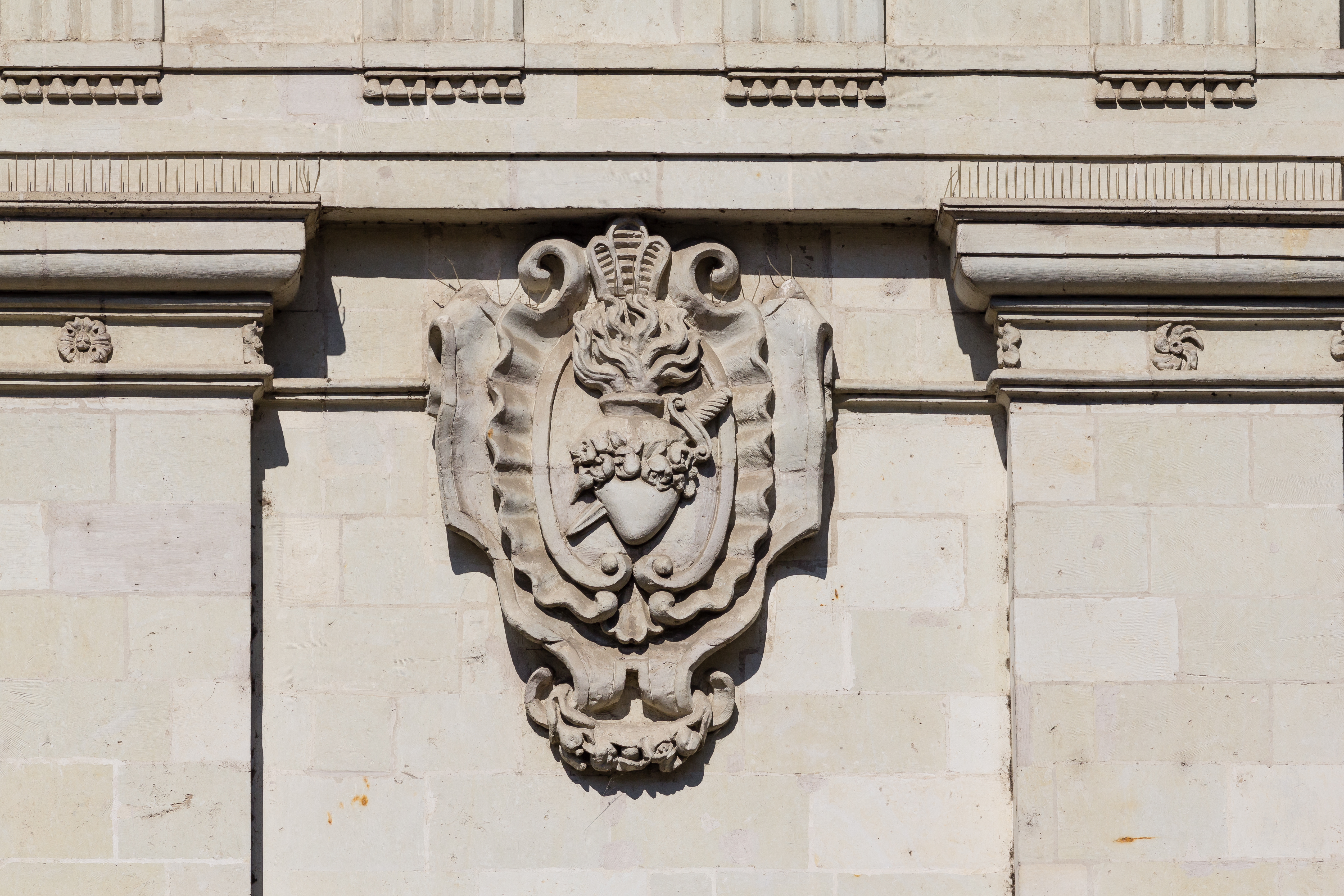
Medaglione del cuore di Maria, ad ornamento della facciata della chiesa di Santo Stefano a Rennes (Bretagna) .
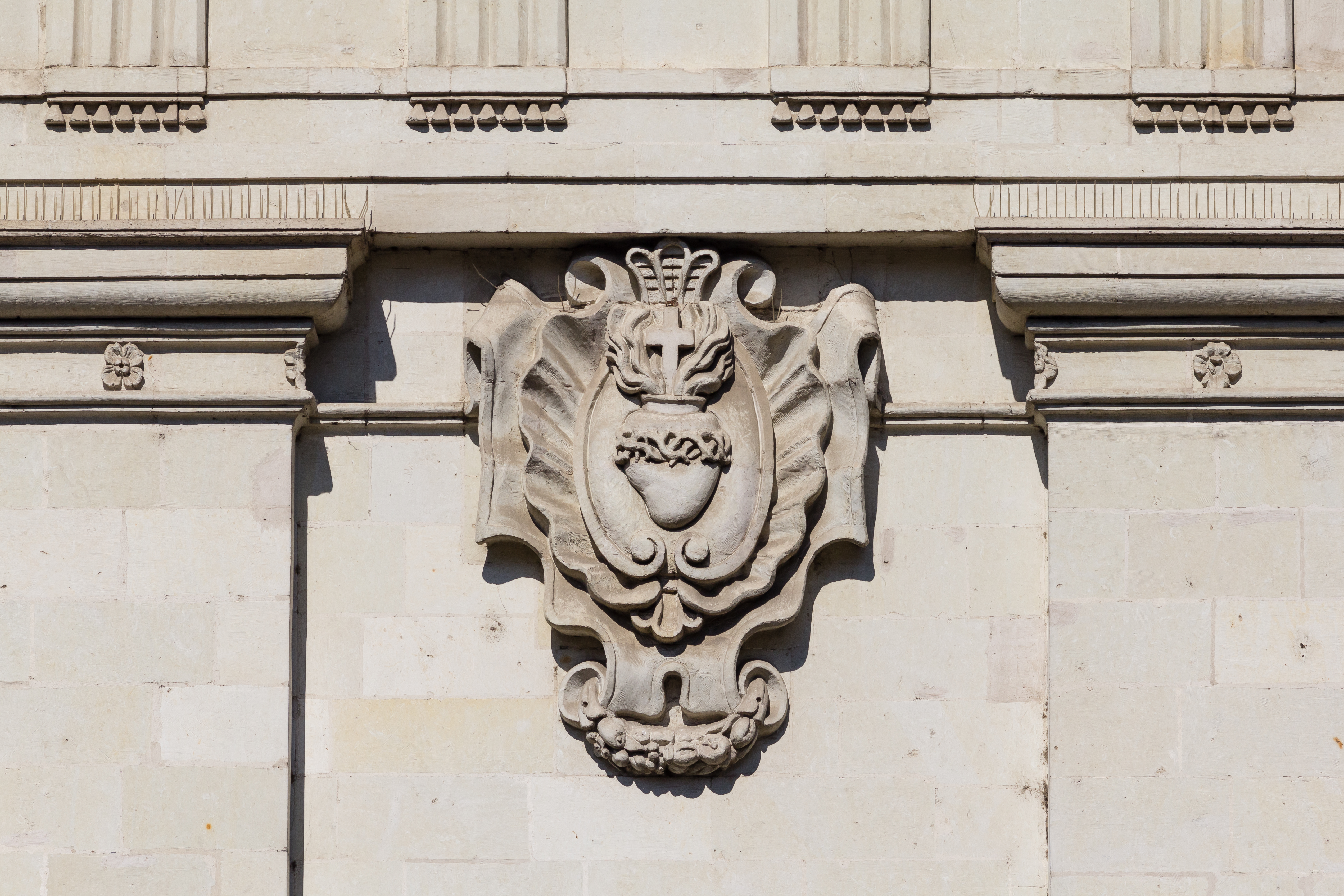
Medaglione del cuore di Gesù sulla facciata della chiesa di Santo Stefano a Rennes.